# Ross Edgar
Ross Edgar (* 3. Januar 1983 in Newmarket) ist ein englischer Radsporttrainer und ehemaliger britischer Bahnradsportler aus Schottland.

## Sportliche Laufbahn
Ross Edgar wurde zu Beginn seiner Karriere im „World Cycling Center“ der Union Cycliste Internationale in Aigle betreut; später zog er nach Manchester, um im dortigen „National Cycling Centre“ zu trainieren.
Seinen ersten internationalen Erfolg hatte Edgar bei den Commonwealth Games 2002, wo er einen dritten Platz im Teamsprint (mit Chris Hoy und Craig MacLean) errang. 2002 gewann er die traditionsreiche Champion of Champions Trophy. Bei den Commonwealth Games 2006 landeten die drei Fahrer auf Platz eins. In den folgenden Jahren errang Edgar Podiumsplätze bei Europameisterschaften, Weltcups sowie nationale Titel in den Kurzzeitdisziplinen auf der Bahn.
Bei den UCI-Bahn-Weltmeisterschaften 2007 in Palma wurde Ross Edgar Zweiter im Teamsprint (wiederum mit Hoy und McLean) sowie Dritter im Keirin; bei der Bahnrad-WM 2008 belegten die Briten (Edgar, Hoy und Jamie Staff) vor heimischem Publikum im Teamsprint Platz zwei.
Ross Edgar nahm an zwei Olympischen Spielen, 2004 und 2008, teil: Bei den Spielen in Peking gewann er die Silbermedaille im Keirin (hinter Hoy). 2010 gewann er bei den Commonwealth Games, wo er die Flagge der schottischen Mannschaft trug, die Bronzemedaille im Sprint. Edgar ist schottischer Abstammung und, obwohl in Suffolk geboren, wurde er nach den Olympischen Spielen als Schott von der schottischen Regierung gemeinsam mit Chris Hoy geehrt.
2012 beendete Ross Edgar seine Laufbahn auf der Bahn, nachdem er nicht für die Olympischen Spiele in London berücksichtigt worden war. Im Jahr darauf startete er bei Straßenrennen, dann beendete er seine Radsportkarriere endgültig. Pläne, ihn in die britische Ausdauermannschaft einzubauen, kamen nicht zustande.

## Berufliches
Zum 1. August 2017 nahm Ross Edgar die Tätigkeit als Sprint-Trainer der australischen Nationalmannschaft auf. Im Mai 2020 wurde ihm wegen „Umstrukturierungen“ gekündigt. Anschließend blieben ihm und seiner Familie – darunter ein vier Monate altes Baby – während der weltweiten COVID-19-Pandemie drei Monate Zeit, Australien zu verlassen.

## Erfolge
2002
- Commonwealth Games - Teamsprint (mit Craig MacLean und Chris Hoy)

2003
- Britischer Meister - Sprint

2004
- Europameister (U23) - Sprint
- Britischer Meister - Sprint, Teamsprint (mit Dave Heald und Barney Storey)

2005
- Weltcup in Manchester - Teamsprint (mit Craig MacLean und Chris Hoy)
- Europameisterschaft (U23) - Sprint

2006
- Commonwealth-Games-Sieger - Teamsprint (mit Craig MacLean und Chris Hoy)
- Commonwealth Games Sieger - Sprint
- Commonwealth Games Sieger - Keirin

2007
- Weltmeisterschaft - Teamsprint (mit Craig MacLean und Chris Hoy)
- Weltmeisterschaft - Keirin
- Weltcup in Manchester - Teamsprint (mit Craig MacLean und Chris Hoy)
- Britischer Meister - Sprint

2008
- Olympische Spiele - Keirin
- Weltmeisterschaft - Teamsprint (mit Chris Hoy und Jamie Staff)
- Weltcup in Manchester - Teamsprint (mit Jamie Staff und Jason Kenny)

2010
- Weltmeisterschaft - Teamsprint (mit Chris Hoy und Jason Kenny)
- Britischer Meister - Keirin

## Teams
- 2013 Team IG-Sigma Sport